# Michal Gulaši
Michal Gulaši (* 18. července 1986 Ostrava) je český hokejový obránce hrající v týmu HC Kometa Brno.
Nastupoval za vítkovické mužstvo v mládežnických soutěžích. Po sezóně 2002/2003 odešel do kanadskoamerické soutěže Western Hockey League (WHL), v níž nastupoval za celek Lethbridge Hurricanes. Před sezónou 2005/2006 se však vrátil zpět do Vítkovic. Tři utkání ale odehrál i za tým Havířova. Další ročník strávil ve Vítkovicích, odkud ale přešel do Mladé Boleslavi, za kterou nastoupil i během playoff. V sezóně 2007/2008 ale již opětovně oblékal vítkovický dres. Následně přestoupil do Sparty, za kterou hrál tři sezóny (od 2008/2009 do 2010/2011). Poté přestoupil do Karlových Varů, za které od té doby nastupoval do konce sezóny 2015/2016. Pak přestoupil do brněnské Komety.

## Hráčská kariéra
- 2000–01 HC Vitkovice U18
- 2001–02 HC Vítkovice U18
- 2002–03 HC Vítkovice U18, HC Vitkovice U20
- 2003–04 Lethbridge Hurricanes WHL
- 2004–05 Lethbridge Hurricanes WHL
- 2005–06 HC Vitkovice U20, HC Vítkovice, HC Havířov CZE 2
- 2006–07 HC Vítkovice, BK Mladá Boleslav CZE 2
- 2007–08 HC Vítkovice
- 2008–09 HC Sparta Praha
- 2009–10 HC Sparta Praha
- 2010–11 HC Sparta Praha
- 2011–12 HC Energie Karlovy Vary
- 2012–13 HC Energie Karlovy Vary
- 2013–14 HC Energie Karlovy Vary
- 2014–15 Södertälje SK Švédsko[4]
- 2015–16 HC Energie Karlovy Vary
- 2016–17 HC Kometa Brno
- 2017–18 HC Kometa Brno
- 2018–19 HC Kometa Brno
- 2019–20 HC Kometa Brno
- 2020–21 HC Kometa Brno
- 2021–22 HC Kometa Brno
- 2022–22 HC Kometa Brno
- 2023–24 Banes Motor České Budějovice
- 2024-25 HC Kometa Brno
- 2025-26 HC Kometa Brno

## Individuální ocenění
Česká Extraliga
Během svého působení v české Extralize vyhrál celkem 3 ocenění Kamenná helma za nejvíce nasbíraných bodů v tzv. Radegast indexu, a to za ročníky 2013–14, 2019–20 a 2020–21.